# 중간값 정리

중간값 정리

해석학에서 중간값 정리(中間-定理, 영어: intermediate value theorem) 또는 사잇값 정리:78는 구간에 정의된 실숫값 연속 함수가 임의의 두 함숫값 사이의 모든 수를 함숫값으로 포함한다는 정리이다. 이에 따라, 실숫값 연속 함수에 대한 구간의 상은 구간이다.

## 정의
연속 함수 {\displaystyle f\colon [a,b]\to \mathbb {R} }가 주어졌다고 하자. 중간값 정리에 따르면, 다음이 성립한다.
{\displaystyle f([a,b])\supseteq [f(a),f(b)]\cup [f(b),f(a)]}
즉, 임의의 {\displaystyle u\in (f(a),f(b))\cup (f(b),f(a))}에 대하여, 다음을 만족시키는 {\displaystyle c\in (a,b)}가 존재한다.
{\displaystyle f(c)=u}

## 증명
편의상 {\displaystyle f(a)<f(b)}라고 가정하자. 임의의 {\displaystyle f(a)<u<f(b)}에 대하여, 다음과 같은 집합을 정의하자.
{\displaystyle E=\{x\in [a,b]\colon f(x)<u\}}
그렇다면, {\displaystyle a\in E}이며, {\displaystyle b}는 {\displaystyle E}의 한 상계이다. 따라서, {\displaystyle E}는 유한한 상한
{\displaystyle c=\sup E\in \mathbb {R} }
를 갖는다. {\displaystyle f}가 연속 함수이므로, 다음을 만족시키는 {\displaystyle \delta >0}이 존재한다.
{\displaystyle f(x)<u\qquad \forall a\leq x<a+\delta }
{\displaystyle f(x)>u\qquad \forall b-\delta <x\leq b}
따라서 {\displaystyle a<c<b}이다. 이제 귀류법을 사용하여 {\displaystyle f(c)=u}를 보이자. 먼저 {\displaystyle f(c)>u}라고 가정하자. 그렇다면, {\displaystyle f}가 연속 함수이므로 다음을 만족시키는 {\displaystyle \eta >0}이 존재한다.
{\displaystyle f(x)>u\qquad \forall c-\eta <x<c+\eta }
즉, {\displaystyle c-\eta }는 {\displaystyle E}의 또 다른 상계이며, 이는 {\displaystyle c-\eta <c}와 모순이다. 이제 {\displaystyle f(c)<u}를 가정하자. 그렇다면, {\displaystyle f}가 연속 함수이므로 다음을 만족시키는 {\displaystyle \eta >0}이 존재한다.
{\displaystyle f(x)<u\qquad \forall c-\eta <x<c+\eta }
즉, {\displaystyle c+\eta /2\in E}이며, 이는 {\displaystyle c=\sup E}와 모순이다. 따라서 {\displaystyle f(c)=u}이다.

## 따름정리

### 볼차노 정리
연속 함수 {\displaystyle f\colon [a,b]\to \mathbb {R} }가 다음을 만족시킨다고 하자.
{\displaystyle f(a)f(b)<0}
볼차노 정리(영어: Bolzano's theorem)에 따르면, {\displaystyle f}는 {\displaystyle (a,b)}에서 영점을 갖는다. 즉, 다음을 만족시키는 {\displaystyle c\in (a,b)}가 존재한다.
{\displaystyle f(c)=0}
볼차노 정리는 중간값 정리에서 {\displaystyle u=0}인 특수한 경우이다.

### 구간의 보존
구간 {\displaystyle I\subseteq \mathbb {R} } 및 연속 함수 {\displaystyle f\colon I\to \mathbb {R} }가 주어졌다고 하자. 그렇다면, {\displaystyle I}의 상 {\displaystyle f(I)}은 역시 구간이다. 이를 연결 공간의 개념을 사용하지 않고 증명하려면, {\displaystyle I\subseteq \mathbb {R} }가 구간일 필요충분조건이 임의의 {\displaystyle a,b\in I}에 대하여 {\displaystyle (a,b)\subseteq I}인 것이라는 보조정리를 사용해야 한다.
특히, 만약 {\displaystyle I=[a,b]}가 닫힌구간일 경우, {\displaystyle f(I)}의 양 끝점은 {\displaystyle f}의 최댓값과 최솟값이다. 즉, 다음이 성립한다.
{\displaystyle f([a,b])=\left[\min _{x\in [a,b]}f(x),\max _{x\in [a,b]}f(x)\right]}
이 정리는 중간값 정리와 최대 최소 정리를 사용하여 증명할 수 있다.

### 홀수차 실수 다항식의 근의 존재
임의의 실수 홀수차 다항식은 적어도 하나의 실수 영점을 갖는다. 이는 대수학의 기본 정리의 자명한 경우이며, 중간값 정리를 사용하여 다음과 같이 증명할 수 있다.
홀수차 실수 다항식
{\displaystyle p(x)=a_{2n+1}x^{2n+1}+a_{2n}x^{2n}+\cdots +a_{1}x+a_{0}\in \mathbb {R} [x]\qquad (a_{0},\dots ,a_{2n+1}\in \mathbb {R} ,\;a_{2n+1}\neq 0)}
이 주어졌다고 하자. 편의상 {\displaystyle a_{2n+1}>0}이라고 하자. 그렇다면, 다음이 성립한다.
{\displaystyle \lim _{x\to -\infty }p(x)=-\infty ,\;\lim _{x\to \infty }p(x)=\infty }
예를 들어, 전자의 경우 다음과 같이 보일 수 있다.
{\displaystyle {\begin{aligned}\lim _{x\to -\infty }p(x)&=\lim _{x\to -\infty }a_{2n+1}x^{2n+1}\left(1+{\frac {a_{2n}}{a_{2n+1}}}x^{-1}+\cdots +{\frac {a_{0}}{a_{2n+1}}}x^{-(2n+1)}\right)\\&=-\infty \end{aligned}}}
이에 따라, 다음을 만족시키는 {\displaystyle c<0<d}가 존재한다.
{\displaystyle p(c)<0<p(d)}
중간값 정리를 {\displaystyle p|_{[c,d]}}에 적용하면, 다음을 만족시키는 {\displaystyle p}의 영점 {\displaystyle e\in (c,d)}의 존재를 얻는다.

### 닫힌구간 위의 브라우어르 고정점 정리
연속 함수 {\displaystyle f\colon [a,b]\to [a,b]}는 항상 고정점을 갖는다. 즉, 다음을 만족시키는 {\displaystyle c\in [a,b]}가 존재한다.
{\displaystyle f(c)=c}
이는 브라우어르 고정점 정리의 자명한 경우이며, 중간값 정리를 사용하여 다음과 같이 증명할 수 있다.
다음과 같은 함수 {\displaystyle g\colon [a,b]\to \mathbb {R} }를 정의하자.
{\displaystyle g(x)=f(x)-x\qquad \forall x\in [a,b]}
그렇다면, {\displaystyle g}는 연속 함수이며, {\displaystyle g(b)\leq 0\leq g(a)}이므로, 중간값 정리에 따라 다음을 만족시키는 {\displaystyle c\in [a,b]}가 존재한다.
{\displaystyle g(c)=0}
즉, {\displaystyle f(c)=c}가 성립한다.

### 가역 연속 함수의 단조성
구간 {\displaystyle I\subseteq \mathbb {R} } 및 단사 연속 함수 {\displaystyle f\colon I\to \mathbb {R} }가 주어졌다고 하자. 그렇다면, {\displaystyle f}는 순단조 함수이다. 이는 중간값 정리를 통해 다음과 같이 증명할 수 있다.
귀류법을 사용하여, {\displaystyle f}가 순단조 함수가 아니라고 가정하자. 그렇다면, 다음을 만족시키는 {\displaystyle a,b,c\in I}가 존재한다.
- {\displaystyle a<b<c}
- {\displaystyle f(a)<f(b)>f(c)} 또는 {\displaystyle f(a)>f(b)<f(c)}

편의상 전자가 성립한다고 가정하자. 그렇다면, {\displaystyle \max\{f(a),f(c)\}<u<f(b)}를 취할 수 있다. 각각 {\displaystyle f|_{[a,b]}}와 {\displaystyle f|_{[b,c]}}에 중간값 정리를 적용하면 다음을 만족시키는 {\displaystyle d\in (a,b)} 및 {\displaystyle e\in (b,c)}가 존재함을 얻는다.
{\displaystyle f(d)=f(e)=u}
이는 {\displaystyle f}가 단사 함수인 것과 모순이다.

## 일반화
위상수학과 해석학의 몇몇 정리들은 중간값 정리를 특수한 경우로 포함한다.

### 연결 공간의 보존
두 위상 공간 {\displaystyle X,Y} 사이의 연속 함수 {\displaystyle f\colon X\to Y}가 주어졌다고 하자. 만약 {\displaystyle X}가 연결 공간이라면, {\displaystyle f(X)} 역시 연결 공간이다. 실수 집합 {\displaystyle \mathbb {R} } 위에서 연결 공간은 구간과 동치이므로, 이와 같은 정리는 중간값 정리의 한 가지 일반화이다.
위상 공간 {\displaystyle X}와 (순서 위상을 부여한) 전순서 집합 {\displaystyle (Y,\leq )} 사이의 연속 함수 {\displaystyle f\colon X\to Y}가 주어졌다고 하자. 만약 {\displaystyle X}가 연결 공간이라면, 임의의 {\displaystyle a,b\in X}에 대하여, 다음이 성립한다.
{\displaystyle f(X)\supseteq [f(a),f(b)]\cup [f(b),f(a)]}
실수 집합 {\displaystyle \mathbb {R} }은 표준적인 전순서를 갖추므로, 이 정리 역시 중간값 정리를 일반화한다.

### 다르부 정리
미분 가능 함수 {\displaystyle f\colon [a,b]\to \mathbb {R} }가 주어졌다고 하자. 그렇다면, 다음이 성립한다.
{\displaystyle f'([a,b])\supseteq [f'(a),f'(b)]\cup [f'(b),f'(a)]}
이를 다르부 정리라고 한다. 실수 연속 함수는 항상 어떤 함수의 도함수이므로, 다르부 정리는 중간값 정리의 일반화이다.